# Saguinus martinsi
Saguinus martinsi är en primat i släktet tamariner som förekommer i Sydamerika. Populationen räknades fram till 2001 som underart eller synonym till tvåfärgad tamarin (Saguinus bicolor). Arten är uppkallad efter Oscar Martins som fångade individen som användes för artens beskrivning (typ).

## Utbredning
Arten lever i Brasilien norr om Amazonfloden. Wilson & Reeder (2005) och IUCN listar två underarter.
- Saguinus martinsi martinsi, öster om Rio Nhamundá.
- Saguinus martinsi ochraceus, väster om Rio Nhamundá.

## Ekologi
Denna primat lever i tropiska skogar i låglandet. Liksom andra tamariner äter arten frukter, blommor, nektar och naturgummi. För att tillskynda trädvätskornas flöde skrapar den med tänderna i barken. Födan kompletteras med smådjur som insekter, spindlar, snäckor, grodor och ödlor. En flock har vanligen 2 till 8 medlemmar och ibland upp till 15 medlemmar.

## Utseende
Med en genomsnittlig kroppslängd (huvud och bål) av 24,7 cm och en svanslängd av cirka 40 cm är Saguinus martinsi ochraceus något större än den andra underarten. Samma värden för Saguinus martinsi martinsi är 20,8 cm respektive cirka 37 cm. Pälsen på bålens ovansida är enhetlig brun med lite ljusare axlar och kroppssidor. Extremiteterna är täckta av ljusbrun päls och på undersidan förekommer orange päls. Ansiktet och främre delen av hjässan är nästan nakna med svartaktig hud. Svansen är allmänt mörkare brun förutom en orange spets. En av underarterna (S. m. ochraceus) har en tydlig orange skugga i bålens päls.

## Status
I vissa delar av utbredningsområdet pågår skogsavverkningar och hela beståndet listas som nära hotad (NT).